# Angelo Vasta
Angelo Vasta (Catania, 8 novembre 1901 – Catania, 21 novembre 1962) è stato un dirigente sportivo italiano, pioniere del nuoto in Sicilia e tra i fondatori del Catania.

## Biografia
Commerciante di legname, il suo debutto in ambito sportivo risale agli anni venti come vicepresidente della Società Sportiva Juventus Catania, che nella stagione 1924-25 partecipò al campionato di Seconda Divisione. Suo principale sport di interesse fu il nuoto, di cui fu grande animatore, adoperandosi per la sua diffusione in Sicilia: divenuto dirigente provinciale della Federazione Italiana Nuoto, nel 1931 diede vita alla manifestazione denominata "Coppa Vasta" che si svolgeva annualmente a Catania, la cui ultima edizione ebbe luogo nel 1976.
Nel 1933, con l'avvento alla presidenza della Società Sportiva Catania del duca Vespasiano Trigona di Misterbianco, divenne membro del consiglio di amministrazione e segretario della polisportiva etnea. Nel 1943 fondò la Società Sportiva Virtus et Robur, meglio nota come Virtus Catania, di cui fu presidente, che in ambito calcistico disputò il campionato siciliano del 1944-45 e la serie C 1945-46; nel 1946 fu tra i dieci soci fondatori del Calcio Club Catania, nato dalla fusione tra la sua Virtus e la Catanese Elefante di Santi Manganaro Passanisi. Dapprima designato commissario straordinario del rifondato club rossazzurro, ne fu in seguito vicepresidente.
Dal 1949 fino alla morte fu presidente regionale della Federazione Italiana Nuoto, nonché consigliere nazionale dal 1953. Morì nel 1962 a causa di un infarto.